# Gustave Saintenoy
Pour les articles homonymes, voir Saintenoy.
Gustave Saintenoy est né à Bruxelles le 6 février 1832 et mort à Schaerbeek le 17 janvier 1892. Architecte attaché au style français du Second Empire, il n’a jamais renié sa formation classique malgré l’influence de l’éclectisme. Dans toutes ses œuvres, il concilie la simplicité, la régularité et la symétrie des formes avec une prédilection pour l'ornementation chargée.
Formé très jeune à l’Académie royale des beaux-arts de Bruxelles où il obtient un prix en composition architecturale dès 1852, il entre dans l'atelier de Félix Janlet où il fait la connaissance d'Henri Beyaert. Dès 1855, il construit la gare du Luxembourg dans le quartier Léopold. Six ans plus tard, il entre dans la famille du célèbre architecte Jean-Pierre Cluysenaar, dont il épouse la fille Adèle. Leur fils, Paul Saintenoy, embrassera également la carrière d'architecte.

## Principales réalisations

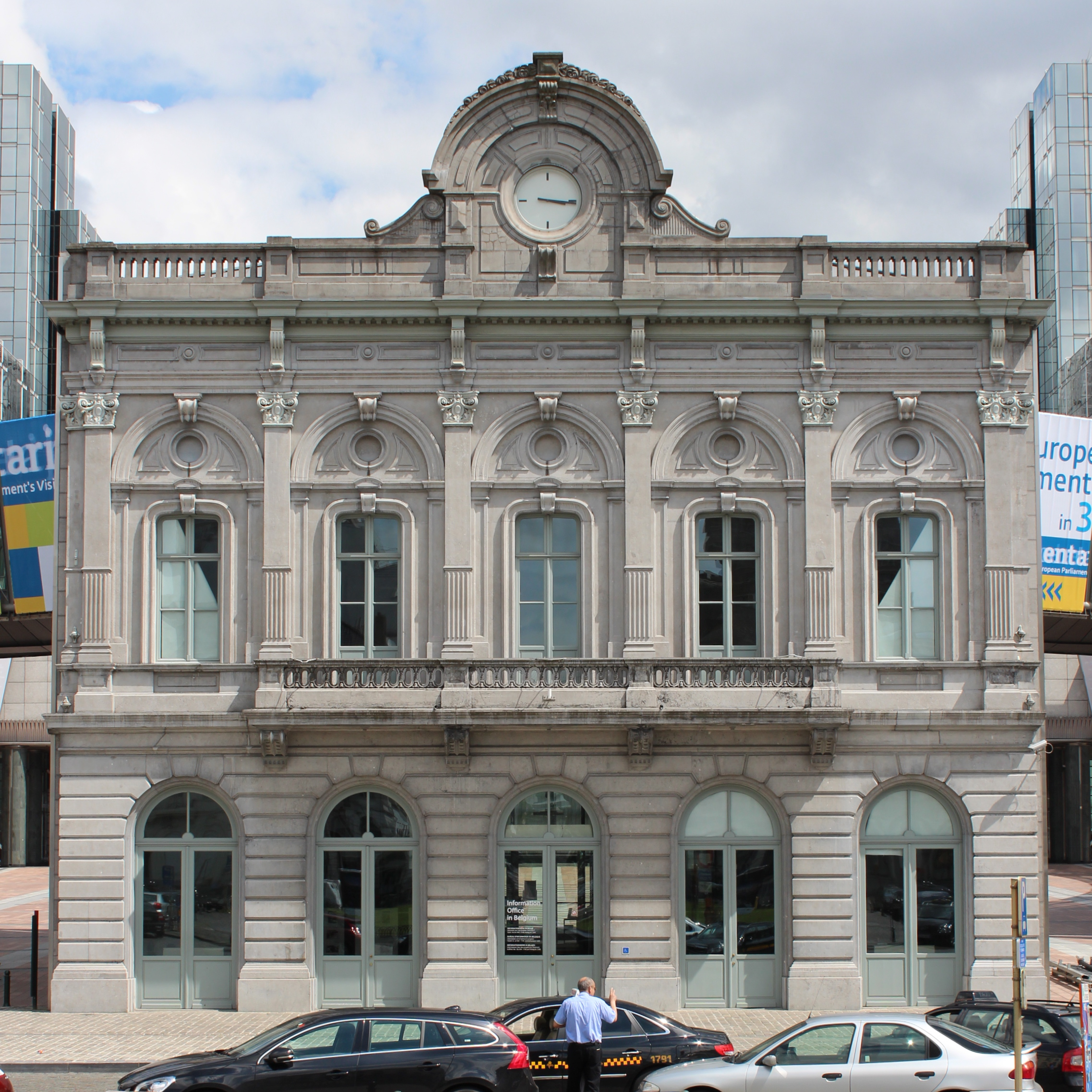
La gare du Luxembourg par Gustave Saintenoy

- Gare de Bruxelles-Luxembourg, place du Luxembourg (1855, partiellement reconstruite)
- Église de fer d’Argenteuil (1861-1864, collaboration J.-P. Cluysenaar)
- Hôtel Antoine Dansaert - Bruxelles, rue de la Loi, 24 (1861, démoli)
- Palais du comte de Flandre - Bruxelles, rue de la Régence (1866-1890, collaboration avec Clément Parent)
- Théâtre de l’État - Bruges (1867-1869)
- Banque Cassel - Bruxelles, rue du Marais (1868-1870, démoli)
- Cité du Travail - Bruxelles, rue Notre-Dame du Sommeil (1870)
- Magasin du Dôme des Halles - Bruxelles (1872, démoli)
- École d’institutrices - Bruxelles, rue de la Paille (1873-1874)
- Hôtel de maître aux cariatides - Bruxelles, rue de la Régence (1873)
- Château des Amerois - Bouillon (1874-1877)
- Palais provincial - Hasselt (1891, réalisé par Paul Saintenoy)